# Kinyongia magomberae
Kinyongia magomberae je vrsta kameleonov, ki so jo odkrili leta 2009 v Tanzaniji.
Holotip vrste je znanstvenik Andrew Marshall iz Univerze v Yorku našel po naključju. Med raziskovanjem v gozdu Magombera je prestrašil drevesno kačo, ki je iz ust izpustila kameleona, za katerega se je kasneje izkazalo, da je povsem nova vrsta. Prvi primerek ob odkritju ni bil živ, kasneje pa so raziskovalci našli še enega živega.